# Carl Sven Rubarth
Carl Sven Rubarth (geb. 5. April 1905 in Nacka; gest. 3. Oktober 1996 in Täby) war ein schwedischer Tierarzt und Veterinärpathologe. Er beschrieb als erster die Hepatitis contagiosa canis, die deshalb auch Rubarth-Krankheit genannt wird.
Rubarth studierte an der Stockholmer Veterinärschule bis 1932 Tiermedizin und erhielt am  6. Oktober 1932 seine Approbation. Anschließend war er als Assistent in der pathologisch-anatomischen Abteilung tätig. Am 1. Mai 1934 wurde er deren kommissarischer, ab 1. November 1937 offizieller Prosektor. Ab 1933 war Rubarth stellvertretender Professor für pathologische Anatomie an der Veterinärmedizinischen Hochschule 1, von 1947 bis 1971 ordentlicher Professor. Von 1949 bis 1955 leitete er den Nationalen Ausschuss für Veterinärforschung, 1950 bis 1957 war er stellvertretender Vorsitzender der Schwedischen Veterinärvereinigung. Rubarth war von 1962 bis 1971 Prodekan der Veterinärmedizinischen Fakultät der Stockholmer Universität und von 1965 bis 1971 Mitglied des Wissenschaftlichen Beirats der Veterinärkommission Schwedens.